# Tanambao Besakay
Tanambao Besakay est une commune urbaine malgache située dans la partie centre-ouest de la région d'Alaotra-Mangoro.